# Saint-Germain-Lespinasse
Saint-Germain-Lespinasse è un comune francese di 1 216 abitanti situato nel dipartimento della Loira della regione dell'Alvernia-Rodano-Alpi.

## Società

### Evoluzione demografica
Abitanti censiti